# Eugeniusz Okoń
Eugeniusz Okoń (ur. 25 grudnia 1881 w Radomyślu nad Sanem, zm. 19 stycznia 1949 w Olszanach) – ksiądz katolicki, działacz polskiego ruchu ludowego, prezes Chłopskiego Stronnictwa Radykalnego, współorganizator Republiki Tarnobrzeskiej, poseł na Sejm Ustawodawczy oraz I kadencji w II RP.

## Życiorys

### Młodość
Był najstarszym z siedmiorga dzieci Wincentego i Anieli z Cukrowskich. Jego rodzice posiadali niewielkie gospodarstwo rolne (prowadzone głównie przez matkę, gdyż ojciec pracował dorywczo jako murarz). Po ukończeniu 4-klasowej szkoły elementarnej w Radomyślu, mimo trudności materialnych, w latach 1894–1902 kształcił się w gimnazjum w Rzeszowie. Był zdolnym uczniem, wyróżniającym się zarówno w przedmiotach humanistycznych, jak i ścisłych (zwłaszcza w matematyce). Po maturze początkowo wahał się, jakie podjąć studia: polonistyczne czy o profilu technicznym (te ostatnie miały mu zapewnić konkretny zawód i niezależność finansową, która umożliwiłaby mu pomoc młodszemu rodzeństwu), jednak pod wpływem matki zmienił swe plany i wstąpił do Wyższego Seminarium Duchownego w Przemyślu (należał do jego najzdolniejszych kleryków).
W 1906 uzyskał święcenia kapłańskie i został skierowany do parafii w Rudce, gdzie przez następny rok był katechetą w gimnazjum. Zaprzyjaźnił się wtedy z hrabią Aleksandrem Skarbkiem, właścicielem majątku Rudka i kolatorem tamtejszej parafii, a jednocześnie czołowym działaczem Stronnictwa Narodowo-Demokratycznego w Galicji. Pod jego wpływem stał się gorliwym propagatorem idei narodowo-demokratycznej wśród miejscowej ludności. Jego aktywność polityczna spowodowała, że władze kościelne niemal co roku przenosiły go do innej parafii. Studiował równocześnie filozofię i polonistykę na Wydziale Filozoficznym Uniwersytetu Jagiellońskiego.
W 1911 zerwał z Narodową Demokracją z powodu nieprzyznania mu, jako zastępcy posła, mandatu parlamentarnego do Rady Państwa w Wiedniu, który według wcześniejszych zapewnień władz SDN miał otrzymać po uzyskaniu wymaganego przez ordynację wieku 30 lat. W 1913 kandydował w wyborach do Sejmu Krajowego. W czasie kampanii wyborczej został aresztowany za zbyt radykalne wystąpienia. Z więzienia w Rzeszowie zwolniono go dopiero po uzyskaniu przez niego mandatu poselskiego. W Sejmie Krajowym nie zgłosił przynależności do żadnego z klubów poselskich, uważając się za reprezentanta nurtu chrześcijańsko-społecznego. Jako poseł na plenarnych posiedzeniach Sejmu rzadko zabierał głos, organizował natomiast liczne wiece, głównie wśród ludności chłopskiej.
Lata I wojny światowej spędził w Wiedniu, pełniąc różne obowiązki duszpasterskie. W 1917 powrócił do Galicji i został wikarym w parafii Pysznica koło Rozwadowa. Rozwinął tu radykalną agitację społeczną i polityczną, wymierzoną przeciw monarchii austro-węgierskiej. Chcąc dotrzeć do jak największej rzeszy ludności, organizował wiece, głównie w dni targowe, niedziele i święta, czym naraził się zarówno władzom administracyjnym, jak i kościelnym. Przemawiając, posługiwał się populistycznymi sloganami (m.in. zapewnił zebranych, że zostanie zbudowany most żelazny, a gdy któryś ze słuchaczy zauważył, iż w tej miejscowości nie ma rzeki, odpowiedział: „I rzeka się znajdzie”). W czasie wiecu odbywanego w pobliżu kościoła, w którym była odprawiana msza święta, przekonywał zebranych, że ksiądz zamiast „Pan z wami” powinien mówić: „Chłop z wami”. Te i inne zdecydowane wypowiedzi ściągnęły na niego sankcje administracyjne i kościelne.

## Republika tarnobrzeska
W zorganizowanym przez niego w porozumieniu z miejscowym dowódcą żandarmerii, por. Tomaszem Dąbalem, wiecu 6 listopada 1918 w Tarnobrzegu uczestniczyło ok. 30 tys. mieszkańców okolicznych powiatów, przede wszystkim chłopów. Ks. Okoń zwrócił się do nich, ukazując krzywdy, jakich doznali ze strony dworów. Zapewnił ich, że „Bóg jest po stronie krzywdzonych i wyzyskiwanych” - dlatego powinni oni przejąć władzę w Tarnobrzegu i okolicznych powiatach.
Nie uznawał Rady Regencyjnej, natomiast nawiązał łączność z rządem Ignacego Daszyńskiego w Lublinie. Razem z Dąbalem rozszerzył w Republice Tarnobrzeskiej nie tylko agitację, ale i działalność rewolucyjną. Z ich inspiracji chłopi próbowali tworzyć lokalne władze oraz milicję chłopską, usiłowali także przejąć okoliczne folwarki dzieląc między siebie dobytek, np. inwentarz, paszę. Koniec tzw. republiki tarnobrzeskiej nastąpił po interwencji wojska, pacyfikującej chłopów z polecenia Polskiej Komisji Likwidacyjnej. 

## Ksiądz i poseł
W grudniu 1918 został suspendowany przez władze kościelne. W styczniu 1919 aresztowany i osadzony w więzieniu w Rzeszowie, skąd wyszedł po wybraniu go na Sejm Ustawodawczy. Wstąpił do klubu PSL „Wyzwolenie”, a w grudniu 1919 razem z Dąbalem utworzył własną frakcję poselską, związaną z Chłopskim Stronnictwem Radykalnym (ChSR). W czasie obrad plenarnych przemawiał 49 razy i zgłosił 21 interpelacji.
W Sejmie I kadencji (1922–1927) przewodniczył cztero-, a później dwuosobowemu klubowi poselskiemu ChSR. Słynął z radykalnych, populistycznych, pełnych demagogii przemówień, w których problemy polityczne, społeczne i gospodarcze łączył ze swoiście dobieraną motywacją religijną. Opowiadał się za zdecydowanymi przemianami ustrojowymi w Polsce w imię pogłębiania demokracji oraz za reformą rolną. Sprawę reformy uznał za najważniejszy problem nie tylko społeczny i gospodarczy ale także polityczny i państwowy. Był uważany za przedstawiciela skrajnej lewicy w sutannie. Jego wybór do Sejmu biskup Pelczar uznał za policzek dla kleru. Poza działalnością parlamentarną i wiecową zajmował się publicystyką. Pisał głównie w „Jedności chłopskiej” (1920) oraz w „Chłopskiej sprawie”, które to pisma współredagował i współwydawał.
Postanowieniem trybunału diecezjalnego przemyskiego z 22 września 1922, wydanego po trzech latach od suspendowania, wobec udowodnienia prowadzenia nadal życia niemoralnego i gorszącego oraz piastowania mandatu poselskiego mimo zakazu władzy duchownej, został pozbawiony prawa noszenia sukni duchownej i obojczyka. Był czterokrotnie wydawany sądom i zawsze uniewinniany. Zmuszony przez kler do odbycia pokuty w klasztorze w Dukli. Do stanu kapłańskiego został jednak przywrócony dopiero po złożeniu pisemnego oświadczenia skruchy w Dukli 21 maja 1929 r.: „(...) potępiam wszystkie swoje czyny, któremi przez szereg lat dawałem zgorszenie, przepraszam za nie wszystkich (...) i przyrzekam, że (...) będę się starał swoim prawdziwem kapłańskiem życiem naprawić zło, które sprawiłem”.

## Okres II wojny światowej i Polski Ludowej
Podczas II wojny światowej przebywał w Radomyślu i okolicach. Udzielał pomocy Żydom i związał się z miejscową komendą Armii Krajowej. Był kapelanem działających tam oddziałów AK, a od wiosny 1943 ukrywał się, poszukiwany przez żandarmerię niemiecką.
Od 1946 był proboszczem w Radenicach, a rok później w Dobkowicach.
W 1947 został aresztowany a następnie skazany pod zarzutem płatnej protekcji. Napisał w tej sprawie do prezydenta Bolesława Bieruta pismo, które przyniosło efekt - Sąd Okręgowy w Przemyślu wydał wyrok uniewinniający. W 1948 roku został proboszczem w parafii Olszany koło Świdnicy, później w Stanowicach. Zmarł i został pochowany w Olszanach. W styczniu 1950 r. jego zwłoki przeniesiono na cmentarz do Radomyśla.